# Nicholas Nickleby (1982)
Nicholas Nickleby är en brittisk miniserie från 1982. Serien är producerad av bland annat Channel 4 och Royal Shakespeare Company och spelades in på Old Vic i London. Den är baserad på Charles Dickens roman Nicholas Nickleby från 1839.

## Rollista i urval
- Roger Rees - Nicholas Nickleby
- Emily Richard - Kate Nickleby
- Jane Downs - Mrs. Nickleby
- John Woodvine - Ralph Nickleby
- Edward Petherbridge - Newman Noggs
- David Threlfall - Smike
- Suzanne Bertish - Fanny Squeers
- Bob Peck - John Browdie
- Nicholas Gecks - Lord Verisopht
- Christopher Benjamin - Vincent Crummles
- David Lloyd Meredith - Charles Cheeryble
- Christopher Ravenscroft - Frank Cheeryble
- Jeffrey Dench - Arthur Gride
- Lucy Gutteridge - Madeleine Bray